# Cronache di un convento
Cronache di un convento (The Reluctant Saint) è un film del 1962 diretto da Edward Dmytryk.
La pellicola narra la vita di san Giuseppe da Copertino.